# Parevania sanguineiceps
Parevania sanguineiceps är en stekelart som beskrevs av Turner 1927. Parevania sanguineiceps ingår i släktet Parevania och familjen hungersteklar. Inga underarter finns listade i Catalogue of Life.